# Plan Jena

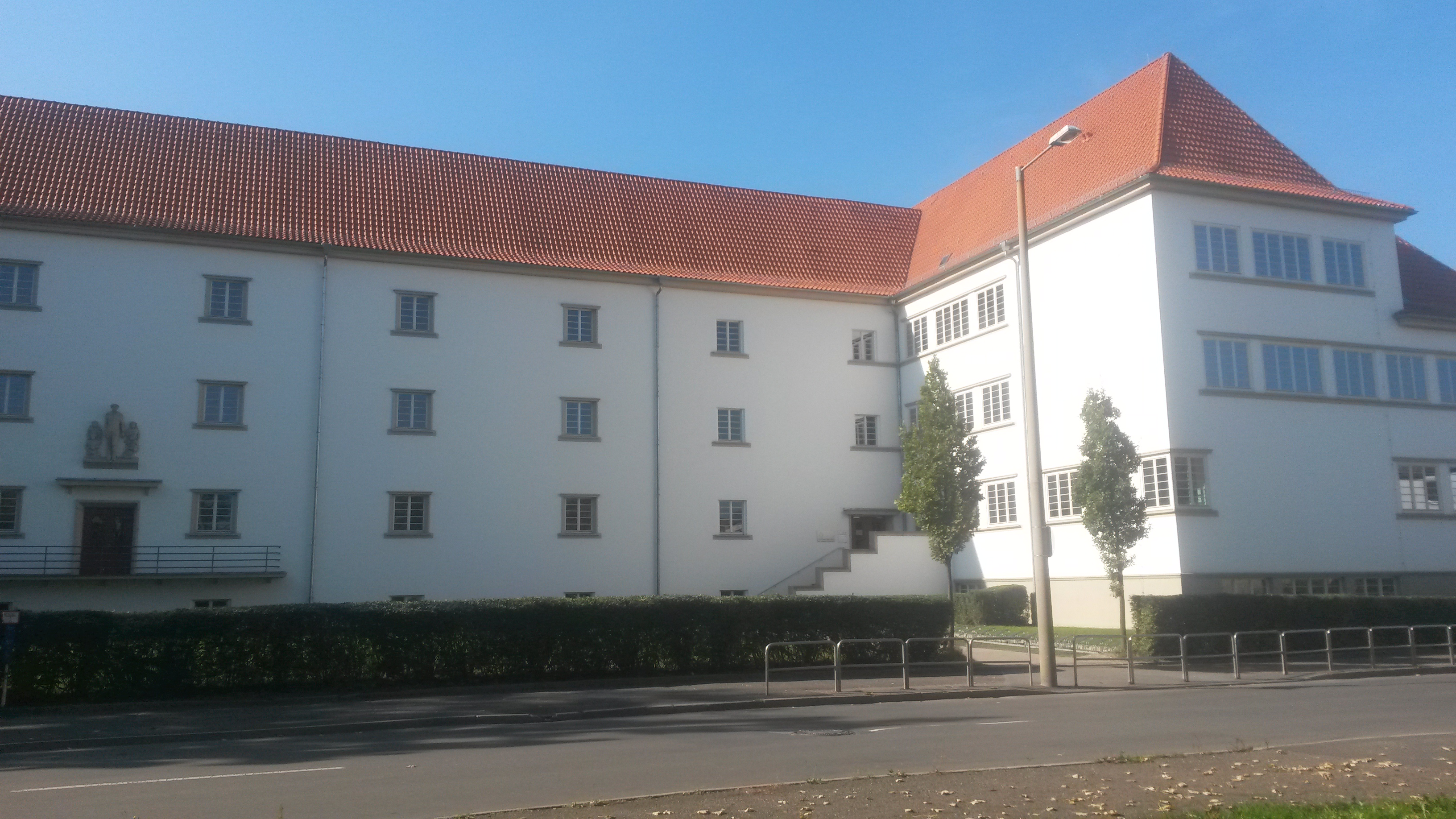
Escuela Jenaplan en Jena.

El Plan Jena (en alemán: Jenaplan) fue un plan de educación ideado por el pedagogo alemán Peter Petersen, en 1924, para organizar la enseñanza práctica en las escuelas de Jena.
Los principios teóricos de este plan, expuestos en 1927 en el Congreso Internacional de Locamo, se pueden concretar en dos: la escuela es una comunidad, donde los alumnos gozan de total libertad de movimientos y donde se favorece la actividad espontánea, todo ello al margen de las luchas políticas e ideológicas del mundo de los adultos; y el período de escolarización ha de durar el máximo posible y debe desarrollarse en una comunidad de trabajo en régimen de coeducación.

## Características principales
1. Sustitución de las clases tradicionales por grupos de trabajo.
2. Eliminación del mobiliario tradicional y sustitución por pequeñas mesas y sillas fácilmente manejables, hecho que favorece la flexibilidad a la hora de organizar grupos de trabajo.
3. Preocupación educativa predominante y uso variado de formas de trabajo.

El alumnado se divide en cuatro grandes grupos de edades:
1. Grupo inferior: 7-9 años
2. Grupo medio: 10-12 años
3. Grupo superior: 13-14 años
4. Grupo de adolescentes: 14-16 años

Este tipo de agrupación responde a la convicción de que el alumnado, de esta manera, se relaciona con "iguales" desde un punto de vista físico-químico; por tanto, permite una colaboración de inteligencias y caracteres diversos.
Una segunda división tendría lugar dentro de cada grupo. Consistiría en que el alumnado podría elegir libremente a tres o cuatro compañeros para formar grupos de acuerdo a sus afinidades extra escolares. La tarea docente consistía en acercarse a cada grupo con la finalidad de ofrecer información, dar consejo, controlar el progreso y las dificultades individuales, corregir, etc.

## Formas de actividad escolar
1. Conversaciones libres durante el tiempo de recreo, en las excursiones, etc.
2. Juegos diversos con finalidad formativa e instructiva.
3. El trabajo escolar propiamente dicho, que se desarrollaba de dos formas:
- La asimilación de las técnicas fundamentales tendrían lugar bajo la dirección inmediata del docente.
- Por el contrario, otro tipo de nociones se adquirían mediante el trabajo en grupo.

4. Las fiestas, donde los grupos actúan a través de exhibiciones variadas (teatro, conciertos...).
Parece ser que Petersen parte del concepto básico de la psicología del grupo social popular, en la que se trabaja bajo la guía de una personalidad, el "maestro como guía".
- Datos: Q457646
- Multimedia: Jenaplan schools / Q457646